# J.B. Pritzker
J.B. Pritzker, właśc. Jay Robert Pritzker (ur. 19 stycznia 1965 w Atherton) – amerykański przedsiębiorca, filantrop i polityk, od 2019 gubernator stanu Illinois. Jego majątek w 2024 roku wynosił ok. 3,5 miliarda dolarów.

## Życiorys

### Rodzina
Urodził się 19 stycznia 1965 w Palo Alto. Rodzina Pritzkerów uciekła do Stanów Zjednoczonych w 1882 roku z terenów Ukrainy, uciekając przed pogromem Żydów, w 2024 była jedną z najbogatszych rodzin w Stanach Zjednoczonych, z majątkiem wynoszącym ok. 41,6 miliarda dolarów. Ojciec Jaya, przedsiębiorca branży hotelarskiej Donald Pritzker, zmarł na atak serca w Honolulu w 1972 roku wieku 39 lat, a jego matka, Sue Sandel, popełniła w 1982 roku samobójstwo, wyskakując z lawety. Jego siostra, Penny Pritzker, była w latach 2013–2017 sekretarzem handlu Stanów Zjednoczonych w gabinecie Baracka Obamy.

### Wykształcenie i działalność pozapolityczna
W latach 1990–1993 studiował prawo korporacyjne, finansowe i papierów wartościowych na Northwestern University, ukończył również studia politologiczne na Duke University.
W 1996 roku założył spółkę Pritzker Group. Był przewodniczącym zarządu Illinois Holocaust Museum and Education Center oraz Illinois Human Rights Commission. Stoi na czele Pritzker Family Foundation, w 2012 założył firmę 1871. Od 2017 roku wchodzi w skład zarządu Duke University.

### Kariera polityczna do 2018
W latach 80. był doradcą deputowanego Toma Lantosa i senatora Terry’ego Sanforda. Na początku lat 90. był jednym z założycieli organizacji Democratic Leadership for the 21st Century mającej zmobilizować młodych wyborców do głosowania na Partię Demokratyczną. W 1998 bez powodzenia ubiegał się o mandat do Izby Reprezentantów Stanów Zjednoczonych w okręgu nr 9, przegrywając z dwoma innymi kandydatami Demokratów i zdobywając 20,5% głosów.
6 kwietnia 2017 ogłosił swoją kandydaturę w wyborach na gubernatora Illinois. W maju 2017 wyciekło nagranie FBI z listopada 2008 roku, wykonane podczas rozmowy jego ze skazanym za korupcję gubernatorem Rodem Blagojevichem. Pritzker spytał o możliwość objęcia funkcji sekretarza stanu Illinois po ewentualnym objęciu przez dotychczasowego sekretarza Alexiego Giannouliasa mandatu senatora, który zwolnił prezydent elekt Barack Obama, z kolei Blagojevich sam zaoferował Pritzkerowi objęcie tegoż mandatu w Senacie. Wobec Pritzkera nie zostało jednak wniesione żadne oskarżenie. Fragmenty nagrania zostały wykorzystane przez jego oponenta, ubiegającego się o reelekcję gubernatora Bruce’a Raunera. W wyborach z 2018 roku Pritzker zdecydowanie pokonał Raunera, zdobywając 54,5% głosów wobec 38,8% oddanych na głównego kontrkandydata.

### Gubernator Illinois
14 stycznia 2019 został zaprzysiężony na gubernatora stanu. W czerwcu 2019 jako gubernator podpisał ustawę zapewniającą dostęp do aborcji oraz ustawę legalizującą dostęp do marihuany w celach rekreacyjnych. Za jego kadencji wprowadzono plan budżetowy Rebuild Illinois, zawierający projekty dofinansowania inwestycji w transport i edukację. Podpisał również akt dołączenia Illinois do stowarzyszenia United States Climate Alliance, które zobowiązuje stan do przestrzegania postanowień porozumienia paryskiego, z którego Stany Zjednoczone zostały wycofane przez Donalda Trumpa. Podczas pandemii COVID-19 w sierpniu 2021 wprowadził wymóg szczepień przeciwko wirusowi SARS-CoV-2 dla pracowników służby zdrowia, nauczycieli, personelu uczelni i studentów w celu powstrzymania rozpowszechniania się wariantu delta.
W 2022 z powodzeniem ubiegał się o reelekcję jako gubernator, pokonując republikanina Darrena Baileya z wynikiem 54,9% głosów.

## Życie prywatne
Od 1993 jest mężem Mary Kathryn Muenster z Sioux Falls, ma z nią córkę Tedi i syna Dona.